# 伴資家
伴 資家（ばん すけいえ）は、戦国時代から安土桃山時代の武士。

## 概要
三河国にルーツを持つ伴氏の末裔で、中世には近江国甲賀郡に住んだ一族。永禄5年（1562年）三河の戦国大名・松平元康が上ノ郷城の戦いで上ノ郷城を攻撃した際、同家臣の酒井正親・松井忠次の招聘を受けて、伴盛陰・資定・資綱らとともに三河に下向してこの戦いに加わった。伴党は資定が城主・鵜殿長照を討ち取る、資綱が長照の二子を捕縛するなどの功を挙げている。
その後は畿内に進出した織田信長に仕えた。天正10年（1582年）本能寺の変の際には信長に近侍しており、矢代勝介・伴正林・村田吉五とともに本能寺の厩舎より打って出て明智光秀勢と戦い、いずれも討ち死にした。子孫は吉田氏・千田氏と改め、紀州徳川家や浅野氏に仕えた。